# مديرية مكيراس

تعديل مصدري - تعديل

مديرية مُكيراس هي إحدى مديريات محافظة ابين في اليمن. بلغ عدد سكانها 41515 نسمة عام 2004.

## أعلام
- جمال محمد البدوي